# Tarutung Bolak (Dolok)
Tarutung Bolak is een bestuurslaag in het regentschap Padang Lawas Utara van de provincie Noord-Sumatra, Indonesië. Tarutung Bolak telt 199 inwoners (volkstelling 2010).